# Anomalon ashmeadi
Anomalon ashmeadi là một loài tò vò trong họ Ichneumonidae.